# Sint-Barbarakerk (Rieme)
De Sint-Barbarakerk is een voormalige parochiekerk in het Oost-Vlaamse dorp Rieme, gelegen aan de Kanaalstraat. Het kerkgebouw uit de periode 1953-1955 verving een eerder kerkgebouw uit de jaren 30 dat tijdens de Tweede Wereldoorlog volledig werd verwoest. Vanaf juli 2013 werden geen diensten meer gehouden in het gebouw, waarna eind 2014 de kerk ontwijd en definitief buiten gebruik gesteld werd. 

## Geschiedenis van de parochie
In december 1927 werd in Rieme een nieuwe parochie, gewijd aan sint Barbara, gesticht. Op 20 april 1928 werd Jacques Claeys Bouuaert als eerste pastoor aangesteld. Op 9 september werd een kerkenraad aangesteld op het gemeentehuis van Ertvelde en kort daarna, op 27 september, werd de eerste kerkdienst gehouden, in een lokaal van de meisjesschool in Rieme. Een jongensschool was nog in aanbouw. Op 31 oktober kon een noodkerk worden ingewijd, waarna werd gekeken naar het bouwen van een nieuwe parochiekerk en een pastorie. De bouw van een pastorie werd op 24 augustus 1929 aanbesteed en op 31 januari 1930 was deze bewoonbaar.
De plannen voor een nieuwe kerk konden niet worden gerealiseerd op het stuk grond waarop de noodkerk stond, zodat een nieuw stuk grond moest worden aangekocht. In 1934 werd een ontwerp van architect Vaerewijck door de verantwoordelijke instanties goedgekeurd en kon in augustus begonnen worden met de bouw door de firma Heene uit Eeklo. Nog geen jaar later, op 31 maart 1935, werd de kerk, alsmede de klok, ingewijd en in gebruik genomen.

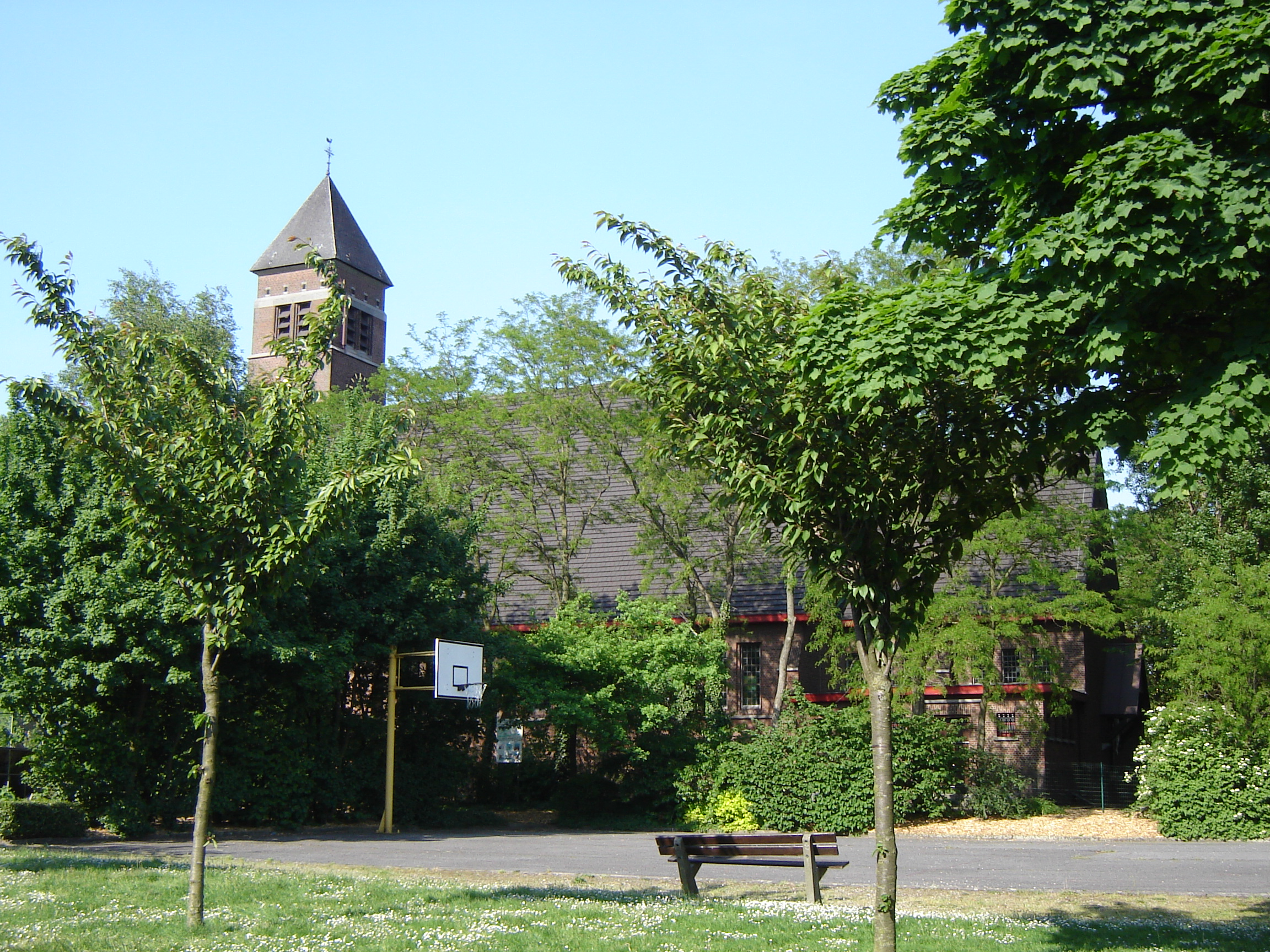
De zijgevel van de kerk is grotendeels verscholen door vegetatie.

Tijdens de Tweede Wereldoorlog, op 10 mei 1940, raakte de kerk beschadigd na een luchtbombardement en was daardoor drie maanden buiten gebruik. Met name de toren, het dak en de klok waren beschadigd welke met hulp van het Provinciaal Kommissariaat werden hersteld. In 1944, op 27 juli, 7 en 18 augustus, werd Rieme zwaar gebombardeerd door Geallieerde bommenwerpers en volledig verwoest. Ook de kerk en pastorie werden vernield. Een maand later, op 16 september, werd Rieme bevrijd door het Poolse leger, waarna de inwoners terugkeerden en begonnen aan de heropbouw. De erediensten werden tijdelijk gehouden in de kerk van Ertvelde, totdat in oktober, een noodkerk in gebruik werd genomen.

## Geschiedenis van het huidig kerkgebouw
Ongeveer negen jaar later, op 19 december 1953, werd de bouw van een nieuw kerkgebouw aanbesteed. De kerk werd opnieuw ontworpen door de architect Vaerewijck. Het ontwerp dat was ingediend leek veel op het eerste kerkgebouw maar met een strakkere vormgeving. Op 14 juni 1954 werd de bouw gegund aan de firma Heene, die ook al de eerste kerk had gebouwd.Tijdens de bouw werd enigszins van het nieuwe ontwerp afgeweken en kreeg de kerk, naast een hogere toren, een minder strak uiterlijk. Zoals in de eerste kerk werd gebruik gemaakt van een dakgewelf van gewapend beton. Het nieuwe kerkgebouw kon op 3 juli 1955 voorlopig worden ingewijd. Op 26 mei 1963 werd de kerk officieel ingewijd door de bisschop van Gent.
Door veroudering en vermindering van het aantal parochianen en kerkmedewerkers werd de parochie minder zelfstandig en ontstond noodgedwongen een nauwe samenwerking met de Onze-Lieve-Vrouwe-Hemelvaartparochie van Ertvelde. Uiteindelijk werd besloten de kerk buiten gebruik te stellen en vanaf juli 2013 vonden er geen erediensten meer plaats. Eind 2013 werd verzocht de parochie op te heffen. Op 29 oktober 2014 werd de kerk definitief ontwijd. De parochie werd opgeheven.
De kerk is gesloten en niet toegankelijk voor publiek.

## Klokken
In de eerste kerk hing aanvankelijk een enkele klok van 338 kg. Deze raakte op 10 mei 1940 beschadigd door een luchtbombardement en moest worden hergoten. Eind januari 1943 kon de klok worden teruggehangen. In 1944 werd de volledige kerk, waaronder de klok, totaal verwoest. Op de noodkerk die hierna werd gebouwd werd in een kleine toren een klok gehangen, afkomstig van de beiaardier Duquenne van St. Quentin uit Frankrijk. Vanaf juli 1955 werd de tweede kerk in gebruik genomen. In september werd hierin een nieuwe klok gehangen, gegoten door de firma Horacantus uit Lokeren, en woog 487 kg. In 1964 werden nog twee klokken aangekocht bij Horacantus. Het betrof een Onze Lieve Vrouweklok van 338 kg en een lichtere klok van 224 kg.